# Mauzoleum Hindenburga

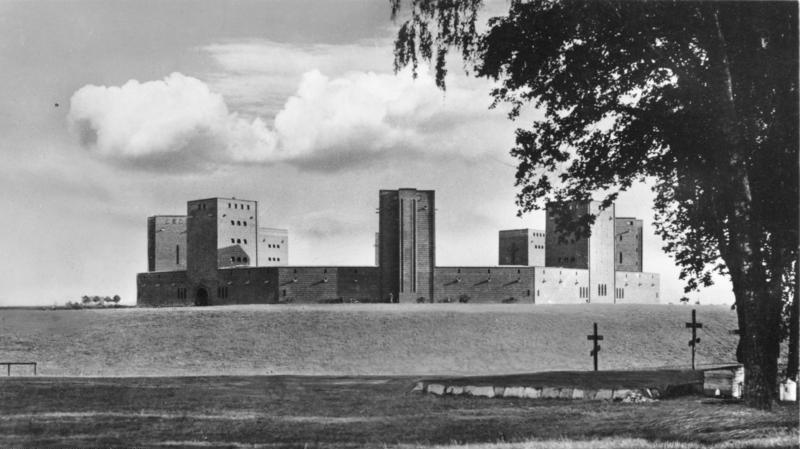
Widok z fragmentem cmentarza żołnierzy rosyjskich

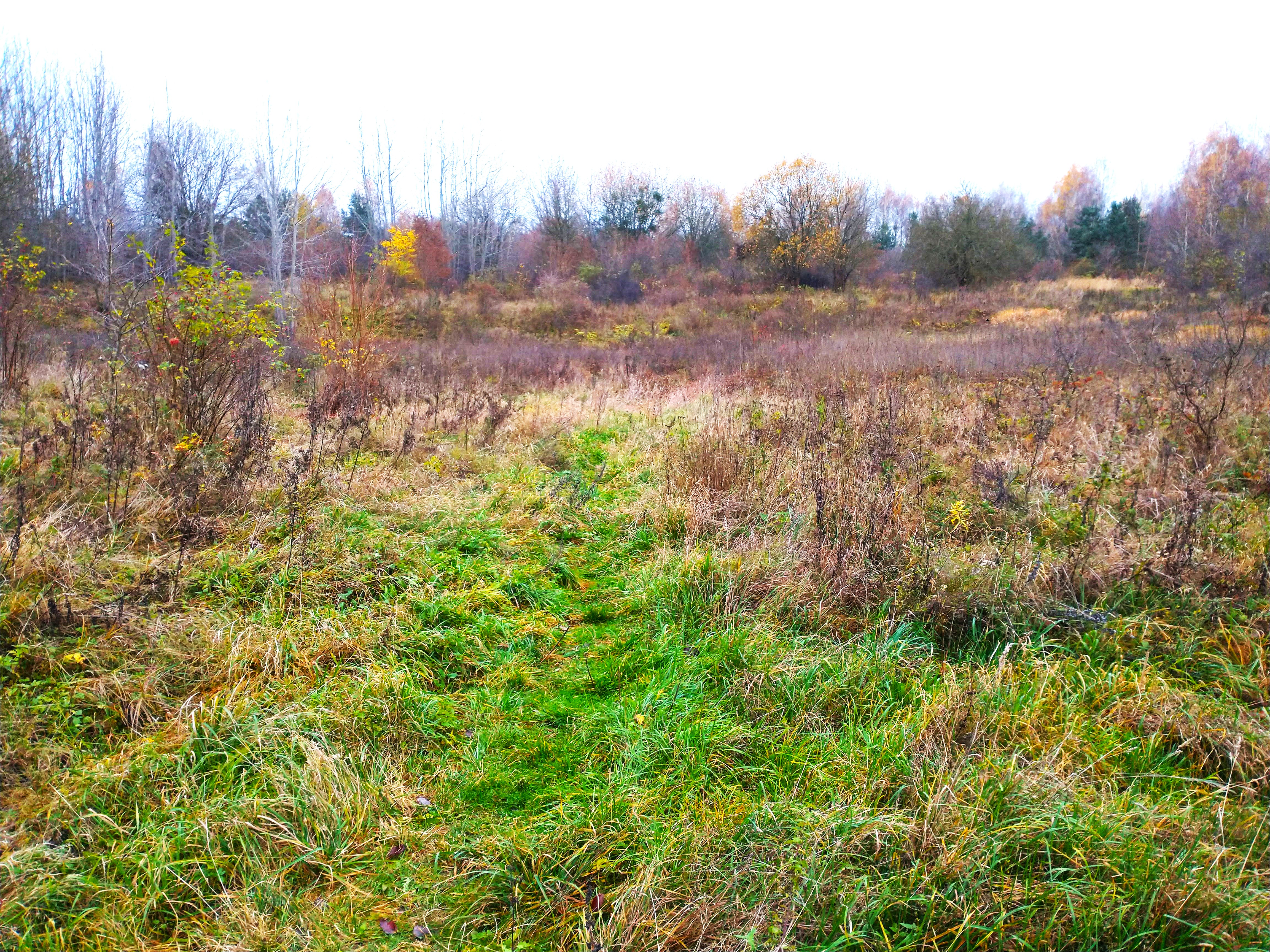
Krąg wewnętrzny dawnego mauzoleum w 2022

Mauzoleum Hindenburga (niem. Tannenberg-Denkmal) – mauzoleum marszałka Paula von Hindenburga, które znajdowało się pomiędzy Olsztynkiem i Sudwą. Obiekt wybudowany w latach 1924–1927 pierwotnie jako pomnik poległym obok cmentarza wojennego bitwy pod Tannenbergiem (sierpień 1914), w latach 1934–1935 przebudowany. Od 1934 roku pełnił rolę mauzoleum Hindenburga. W styczniu 1945 roku został wysadzony w powietrze przez Niemców, następnie rozebrany po wojnie.

## Historia
W latach 1924–1927 obok cmentarza wojennego bitwy pod Tannenbergiem wybudowano pomnik poległym żołnierzom. W propagandzie Niemiec zwycięska bitwa pod Tannenbergiem miała być rewanżem za przegraną w pobliżu bitwę pod Grunwaldem, choć w obu starciach mieli oni zupełnie innych przeciwników (odpowiednio Imperium Rosyjskie i Państwo Polskie).
7 sierpnia 1934 uroczyście pochowano tam zmarłego marszałka Paula von Hindenburga – dowódcę wojsk pruskich spod Tannenberga, a obiekt przemianowano na Mauzoleum. W pogrzebie brał udział Adolf Hitler. 2 października 1935 trumnę ze zwłokami Hindenburga przeniesiono do specjalnie przygotowanego w jednej z wież Podwórca Honorowego (niem. Ehrenhof). Czas pomiędzy oboma pochówkami wykorzystano na przebudowę wnętrza obiektu (m.in. wzniesienie centralnego ołtarza pod monumentalnym krzyżem, zagłębienie dziedzińca celem utworzenia trybun i aranżacja krypty von Hindenburgów).
W III Rzeszy Mauzoleum stało się celem licznych wycieczek i manifestacji.
3 sierpnia 1944 w mauzoleum pochowano gen. Kortena, zmarłego wskutek obrażeń odniesionych w zamachu na Hitlera w Wilczym Szańcu. W styczniu 1945 r. Niemcy w ostatniej chwili zdążyli wywieźć szczątki von Hindenburgów. W kilka dni później pomnik został częściowo wysadzony w powietrze przez wycofujący się Wehrmacht. Nierozszabrowane resztki stały jeszcze do początku lat 50., kiedy rozpoczęto definitywną rozbiórkę.
Porozbiórkowe płyty granitowe trafiły do Warszawy, gdzie użyto ich m.in. do budowy schodów pomiędzy poziomem ulicy a parterem gmachu KC PZPR oraz cokołu znajdującego się naprzeciwko pomnika Partyzanta. Część wykorzystano do budowy stojącego do dziś Pomnika Wdzięczności Armii Czerwonej (obecna nazwa: Pomnik Wyzwolenia Ziemi Warmińsko-Mazurskiej) w Olsztynie.

## Architektura
Forma architektoniczna budowli przypominać miała, w założeniu twórców, krąg bloków kamiennych ze Stonehenge, uważany za starogermańskie miejsce kultu. Autorami projektu byli berlińscy architekci Walter i Johannes Krügerowie. Odpowiednikiem „starogermańskich” bloków kamiennych ze Stonehenge było osiem dwudziestometrowych wież połączonych murami i ustawionych tak, że całość tworzyła okrąg. Do budowy użyto czerwonej cegły – materiał ten wywoływać miał skojarzenia z zamkami krzyżackimi. Wieże miały swoje tematy przewodnie – tj. Sztandarowa, Żołnierska i Generalska, chociaż ich ostateczne przeznaczenie nie zostało do końca ustalone. Pomiędzy wieżami znajdował się szereg nisz do przyszłej aranżacji. Znana jest jedna – mozaika na cześć „Poległych Towarzyszy Lotników i Pilotów”. Zniszczenia I wojny światowej upamiętniały wykute w granicie herby czternastu miast wschodniopruskich, które najbardziej ucierpiały w jej wyniku. Po wojnie, między monumentem a pobliskim Olsztynkiem na miejscu cmentarza wojennego powstał park o powierzchni 7,5 ha.

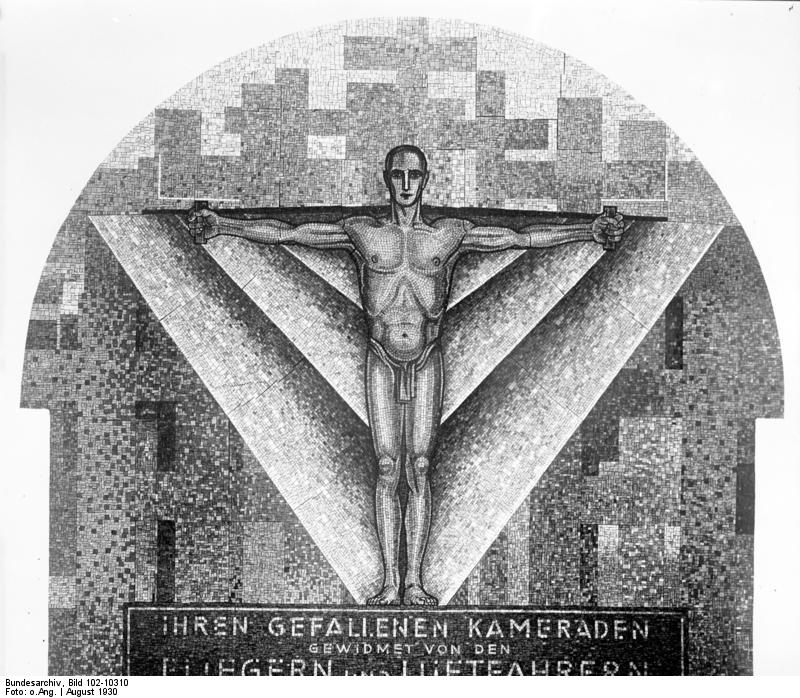
Mozaika – Pomnik poległych Towarzyszy Lotników i Pilotów

Charakterystyka wież według numeracji oryginalnej – numeracja w kierunku przeciwnym do ruchu wskazówek zegara:
- Wieża 1 (północna). Na parterze jedyne wejście na dziedziniec. Pomieszczenia dla wartowników na górnym piętrze. Obok drzwi wejściowych tablica z brązu z cytatem przemowy Hindenburga wygłoszonej 18 września 1927 w kwestii odrzucenia tzw. kłamstwa wojennego (odrzucenie odpowiedzialności Niemiec za wywołanie I wojny światowej).
- Wieża 2. Tymczasowe miejsce pochówku Hindenburga w okresie od 7 sierpnia 1934 do 2 października 1935. Docelowo miała być poświęcona wysiłkom narodu niemieckiego podczas I wojny światowej, ale nigdy jej nie ukończono.
- Wieża 3 (zachodnia). Podzielona na 3 pietra i poświęcona historii militarnej Prus Wschodnich od czasów prehistorycznych do czasów III Rzeszy.
- Wieża 4 – Sztandarowa. Zawierała kopie sztandarów wszystkich pruskich jednostek biorących udział w Bitwie Mazurskiej pod Tannenbergiem 1914 r.
- Wieża 5 (południowa) – Nieznanego Żołnierza, a następnie Hindenburga. Na parterze grobowce Hindenburga i jego żony, na piętrze 4-metrowy posąg Hindenburga wykuty w bloku porfiru.
- Wieża 6 – Żołnierska. Poświęcona zwykłemu żołnierzowi, wyłożona naściennymi mozaikami ilustrującymi epizody żołnierskiego życia. Na dachu platforma widokowa dla odwiedzających.
- Wieża 7 (wschodnia). Poświęcona ofiarom I wojny światowej, zawierała na parterze kaplicę, na piętrze archiwum.
- Wieża 8 – Generalska. Poświęcona 15 pruskim generałom dowodzącym w Bitwie Mazurskiej pod Tannenbergiem 1914 r. Zawierała ich popiersia.

## Krypta Hindenburga

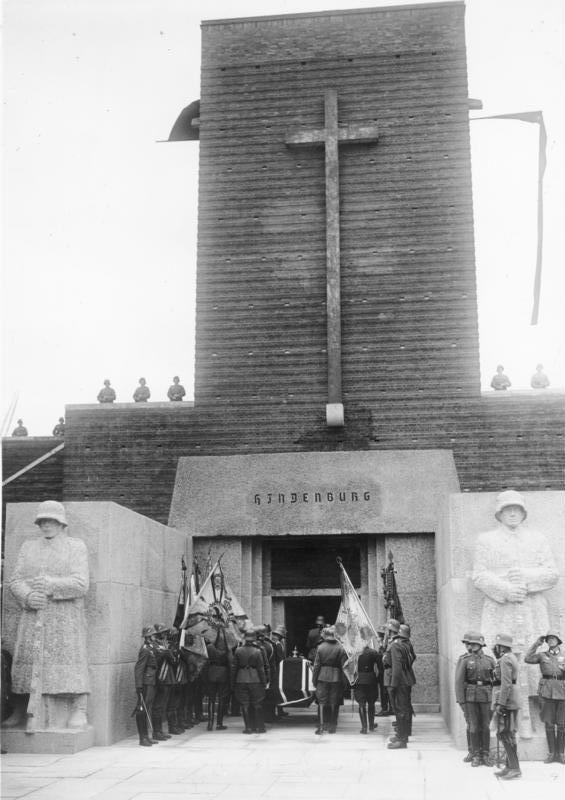
2 października 1935, uroczyste przeniesienie zwłok Paula von Hindenburga z tymczasowego grobu do Podwórca Honorowego

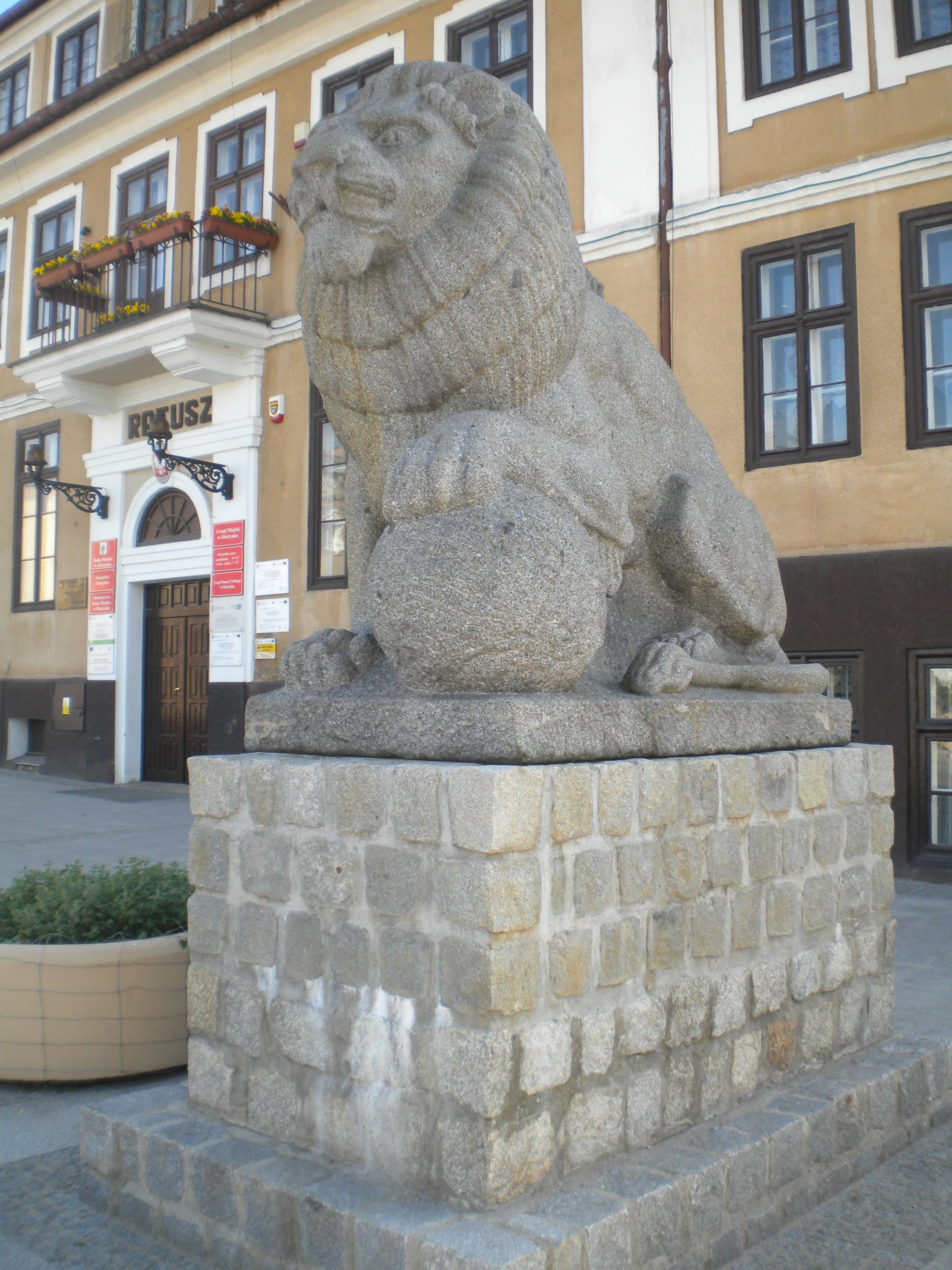
Pomnik lwa na placu przed ratuszem w Olsztynku

Serce monumentu stanowiła krypta, w której pochowano dwudziestu nieznanych żołnierzy. Po śmierci Paula von Hindenburga – zwycięzcy bitwy pod Tannenbergiem i prezydenta Rzeszy – prochy ich przeniesiono do dwóch krypt bocznych, by zwolnić miejsce dla sarkofagów Hindenburga i jego małżonki. Kryptę tę nazywano od tej pory jego imieniem. Pogrzeb Hindenburga odbył się 7 sierpnia 1934 roku w obecności Adolfa Hitlera. 2 października 1935 roku szczątki Hindenburga złożono w wieży południowej. 19 stycznia 1945 szczątki Hindenburga załadowano na wojskowe ciężarówki i wywieziono do Królewca. W dniach 21–23 stycznia 1945, z rozkazu Hansa Georga Reinhardta, wycofujące się wojska niemieckie za pomocą ładunków wybuchowych wysadziły monument w powietrze, aby uchronić go przed zbezczeszczeniem przez wroga. Trumny Hindenburga i jego małżonki ewakuowano 25 stycznia z Królewca drogą morską na krążowniku „Emden”, następnie z Piławy przez transportowiec „Pretoria”.

## Obiekty towarzyszące
W odległości 300 m od mauzoleum wzniesiono Pomnik Lwa ku pamięci poległych żołnierzy 147. Pułku Piechoty autorstwa Michelangelo Pietrobelliego. Pomnik pierwotnie ustawiony był na 8-metrowym, piramidalnym cokole przetrwał wysadzenie i rozbiórkę mauzoleum, ale zaginął. 20 maja 1993 figura lwa została przypadkowo odnaleziona w jednych z posowieckich koszar, następnie została usytuowana na małym cokole na placu przed ratuszem w Olsztynku.
W pobliżu pomnika znajdował się również Pomnik pamięci dla padłych koni, stworzony przez córkę inicjatora pomnika w postaci wodopoju.

## Badanie archeologiczne
W 2016 zapadła decyzja realizacji projektu z budżetu obywatelskiego Olsztynka „Odkrycie tajemnic pomnika Tannenbergu”. Głównym celem była krypta z sarkofagiem feldmarszałka Rzeszy, dodatkowo inne sarkofagi oraz elementy wyposażenia. Wykonanie projektu wymagałoby wydobycia ton gruzu i współpracy saperów, ponieważ w rumowisku mogą wciąż znajdować się niewybuchy. W październiku 2017 r. burmistrz podjął decyzję o rezygnacji z realizacji projektu w obawie przed propagowaniem totalitaryzmu.